# Lotte Neumann
Lotte Neumann (nombre de pila Charlotte Pötler, 5 de agosto de 1896-26 de febrero de 1977) fue una actriz, guionista y productora de cine alemana.

## Biografía
LLotte Neumann nació como Charlotte Pötler el 5 de agosto de 1896 en Berlín. Estudió en la Königliche Luisenschule de su ciudad natal y posteriormente en la Wagnersche-Klinkhardsche Höhere Mädchenschule. A los 13 años completó su formación vocal con Karl Grünwald y Emma Sebold, tomó clases de interpretación y estudió danza y piano. Fue corista en la Komische Oper de Berlín y en la Komödienhaus.
En un principio, Neumann quería ser cantante, pero a instancias de Max Mack, optó por una carrera en el cine, y debutó en el cortometraje Whims of Fate (1912) junto a Erwin Fichtner y Hanni Weisse, a la que siguieron Im Übermut (1912) y Das Bild der Mutter (1912).
Popular en toda Alemania, a lo largo de 1917 se rodó un serial de películas de Lotte Neumann. Entre estas películas se incluyen Hinter verschlossenen Türen (1917), Die Richterin (1917), Schweigen im Walde Part 1: Ein Erbfolgestreit (1918), Schweigen im Walde Part 2: Eine aussergerichtlige Einigung (1918) y Schatten der Vergangenheit (1919), todas ellas producidas por la propia Neumann. Además de actriz y productora, Neumann también fue guionista. Escribió su primer guion, Die Töchter des Herrn von Dornberg, en 1918.
En 1916, Neumann fundó su propia empresa cinematográfica, Lotte-Neumann-Film-GmbH, que existió hasta 1919. A partir de 1919, Neumann trabajó para la UFA.
En 1920, Neumann protagonizó Moj y Romeo y Julieta en la nieve, dirigidas por Ernst Lubitsch. Siguió siendo una actriz popular durante toda la década de 1920, trabajando con directores como Reinhold Schünzel, Rudolf Biebrach, Hans Werckmeister y Adolf E. Licho. Sus mayores éxitos fueron El bergantín de Nueva York (1924), Una mujer para 24 horas (1925) y la película franco-alemana La buena reputación (1926).
La carrera de Neumann comenzó a declinar tras la llegada del cine sonoro, y su última aparición en pantalla fue en Die Liebesfiliale (1931). Según Neumann, puso fin a su carrera como actriz debido a un largo proceso de divorcio que duró de 1929 a 1932.
Tras su retirada de la pantalla, Neumann siguió escribiendo guiones bajo los nombres de C.H. Diller o Charlotte Diller, y formó una asociación creativa con su marido, el director Walter Wassermann, que duró desde 1935 hasta la muerte de éste en 1944. Se le atribuyen 24 películas, entre ellas El estudiante mendigo (1936), Hombres sin patria (1937), El sargento Berry (1938) y Kora Terry (1940). Tras la Segunda Guerra Mundial, Neumann escribió dos guiones más, siendo su último Man müßte nochmal zwanzig sein [de] (1958).
Neumann falleció el 26 de febrero de 1977 en Gaißach. 

## Filmografía seleccionada
Actriz
- El destino de Carola van Geldern (1919)
- Romeo y Julieta en la nieve (1920)
- Mi vida (1920)
- La mujer con traje de médico (1920)
- La aventura del doctor Kircheisen (1921)
- La lucha eterna (1921)
- El juramento solemne (1921)
- Las tres tías (1921)
- Papá no lo permitirá (1921)
- El juego de las mujeres (1922)
- El bergantín de Nueva York (1924)
- Una mujer durante 24 horas (1924)
- La historia de Lilian Hawley (1925)
- La dama de oro (1926)
- La buena fama (1926)
- El fröhliche Weinberg (1927)
- ¡Él va a la derecha, ella va a la izquierda! (1928)
- La amada filia (1931)

Guionista
- El estudiante mendigo (1936)
- Hombres sin patria (1937)
- Sargento Berry (1938)
- Robert Koch (1939)
- Friedrich Schiller – El triunfo de un genio (1940)
- Kora Terry (1940)
- Boda en tránsito (1953)